# Money! Money! Money! (film 1915)
Money! Money! Money! è un cortometraggio muto del 1915 diretto e interpretato da Joseph Kaufman. Tra gli altri interpreti, Ethel Clayton, Walter Law e William H. Turner. Prodotto dalla Lubin su un soggetto di Lawrence McCloskey, il film venne distribuito dalla General Film Company.

## Produzione
Il film fu prodotto dalla Lubin Manufacturing Company.

## Distribuzione
Distribuito dalla General Film Company, il film - un cortometraggio in una bobina - uscì nelle sale statunitensi il 9 luglio 1915.